# Poddymin
Poddymin (deutsch Eichfeuer) ist ein Dorf in der polnischen Woiwodschaft Westpommern. Das Dorf bildet einen Teil der Gmina Police (Stadt- und Landgemeinde Pölitz) im Powiat Policki (Pölitzer Kreis). Poddymin liegt etwa 23 Kilometer nordwestlich von Stettin (Szczecin) und etwa 16 Kilometer westlich von Police (Pölitz).